# Anna Kavena
Anna Teresa Kavena (* 2. März 1986 in Grudziądz, Polen) ist eine deutsche Politikerin der SPD. Sie ist seit 2022 Abgeordnete im Landtag von Nordrhein-Westfalen.

## Biografie
Kavena wurde in der polnischen Stadt Grudziądz geboren. Ihre Familie übersiedelte nach Deutschland, als sie drei Jahre alt war, und ließ sich in Herten im Ruhrgebiet nieder.
Sie absolvierte ihr Studium an der Hogeschool van Arnhem en Nijmegen und schloss dieses 2009 mit dem Diplom in Sozialpädagogik ab. Seitdem arbeitet sie als Kinderschutzfachkraft gemäß § 8a SGB VIII.
Zusätzlich erwarb Kavena 2022 die Qualifikation zur Verfahrensbeiständin, um als unabhängige Vertretung der Interessen von Kindern in familiengerichtlichen Verfahren zu agieren. Seit 2023 befindet sie sich zudem in der Weiterbildung zur systemisch-lösungsorientierten Sachverständigen für familiengerichtliche Verfahren gemäß § 163 FamFG, um ihre Expertise in der gerichtlichen Begleitung von Familien weiter zu vertiefen. Ergänzend dazu begann sie 2025 ihr Masterstudium in Angewandter Kinder- und Jugendpsychologie an der SRH Hochschule Heidelberg.
Seit 2009 lebt Anna Teresa Kavena mit ihrer Familie in Recklinghausen. Sie ist seit 2011 verheiratet und hat zwei Töchter.

## Politik
Anna Teresa Kavena trat 2011 der SPD bei und begann ihre politische Laufbahn im Stadtverband Recklinghausen. 2018 wurde sie zur stellvertretenden Vorsitzenden des SPD-Stadtverbands Recklinghausen gewählt und übernahm 2020 den Vorsitz.
Seit 2020 ist Kavena sowohl Mitglied des Stadtrats von Recklinghausen als auch des Ruhrparlaments. Darüber hinaus ist sie Ausschussvorsitzende im Kinder-, Jugend- und Familienausschuss der Stadt Recklinghausen, wo sie sich für die Belange von Familien und Kindern einsetzt.
Bei der Landtagswahl im Mai 2022 gewann Anna Teresa Kavena das Direktmandat im Wahlkreis 69 Recklinghausen I (Recklinghausen, Oer-Erkenschwick) und zog als Abgeordnete in den Landtag von Nordrhein-Westfalen ein. Im Landtag ist sie stellvertretende Vorsitzende des Innenausschusses mit dem Schwerpunkt auf Kinder- und Jugendkriminalität sowie Kindesmissbrauch. Zudem ist sie Mitglied des Sportausschusses für NRW.
Kavena ist beruflich weiterhin selbstständig als Verfahrensbeiständin tätig.